# Pré-en-Pail

Pré-en-Pail este o comună în departamentul Mayenne, Franța. În 2009 avea o populație de 2,042 de locuitori.